# Na końcu świata
Na końcu świata (ang. The Alaskan) - powieść przygodowa napisana przez amerykańskiego pisarza Jamesa Olivera Curwooda w 1922. 

## Streszczenie akcji
Historia skupia się na losach Alana Holta, człowieka mocno związanego z surową ziemią Alaski, który staje w obronie jej dzikiej przyrody przed wyniszczającymi interesami chciwego przemysłowca Johna Grahama. W międzyczasie Alan spotyka tajemniczą kobietę, Mary Standish, która szuka schronienia przed niebezpieczeństwem i rozpoczyna nową podróż, pragnąc odnaleźć spokój i poczucie przynależności w nieznanym jej świecie. Ich losy splatają się w opowieści pełnej przygód i niebezpieczeństw.
Mary, mimo pozornie delikatnej osobowości, wykazuje odwagę i determinację w obliczu wyzwań, jakie stawia przed nią życie w dzikiej krainie. Jej relacja z Alanem, choć początkowo nacechowana dystansem, staje się głębsza i bardziej złożona, gdy wspólnie mierzą się z groźbą ze strony Grahama i jego ludzi. Curwood, poprzez ich losy, ukazuje konflikt między nieskażoną naturą a destrukcyjnymi siłami cywilizacji, co stanowi centralny temat powieści.
Na końcu świata jest nie tylko historią o przygodzie i miłości, ale także moralną refleksją nad odpowiedzialnością człowieka wobec przyrody oraz koniecznością ochrony środowiska przed destrukcyjnym wpływem interesów ekonomicznych.

## Wydania polskie
- 1931, wyd. Rój[2]
- 1991, wyd. KAW[3]
- 1993, wyd. Oficyna Wydawnicza Rytm[4]
- 2024, wyd. CM[1]